# Kjartan Sveinsson

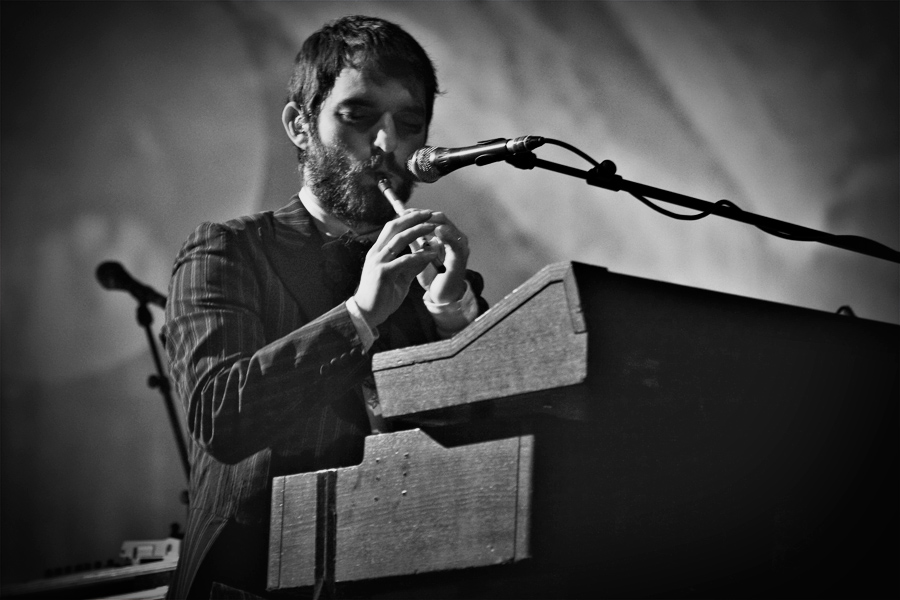
Kjartan Sveinsson

Kjartan „Kjarri“ Sveinsson (* 2. ledna 1978) je islandský multiinstrumentalista, nejznámější pro své působení v islandské post-rockové skupině Sigur Rós. Do skupiny nastoupil v roce 1998. Také hrál na nástrojích jako flétna, píšťala, bendžo, hoboj a i na kytaru. Kjartan také vystupoval a tvořil pod pseudonymem „The Lonesome Traveller“ spolu s dalším členem skupiny Sigur Rós Orri Páll Dýrasonem a violistkou ze skupiny Amiina María Huld Markan Sigfúsdóttirovou, s níž se později oženil. Tato formace předělávala skladby od Sigur Rós do žánru alternativní country.